# 채 성후 (산)
채 성후(蔡 聲侯, ? ~ 기원전 457년 재위: 기원전 471년 ~ 기원전 457년)는 중국 춘추 전국 시대 채(蔡)나라의 24대 군주로, 휘는 산(産)이다.

## 생애
기원전 471년, 아버지 성후(成侯)가 즉위한 지 19년 만에 죽으니 뒤를 이어 즉위하였다.
성후 15년(기원전 457)에 죽어, 아들 원후(元侯)가 뒤를 이었다.

## 출전
- 사마천, 《사기》 권35 관채세가

| 전임 아버지 성후 삭 | 제23대 채나라 후작 기원전 471년 ~ 기원전 457년 | 후임 아들 원후 |